# Psimolofou
Psimolofou är en ort i Cypern.   Den ligger i distriktet Eparchía Lefkosías, i den centrala delen av landet, 16 km sydväst om huvudstaden Nicosia. Psimolofou ligger 316 meter över havet och antalet invånare är 1 686. Den ligger på ön Cypern.
Terrängen runt Psimolofou är platt åt nordost, men åt sydväst är den kuperad.Trakten runt Psimolofou är tätbefolkad, med 276 invånare per kvadratkilometer. Närmaste större samhälle är Nicosia, 15,6 km nordost om Psimolofou. Trakten runt Psimolofou är i huvudsak ett öppet busklandskap.